# Alfonso de Iruarrizaga
Alfonso de Iruarrizaga (n. 22 august 1957, Santiago de Chile, Chile) este un trăgător de tir ce a reprezentat Chile, medaliat olimpic. A participat la 2 ediții ale Jocurilor Olimpice (1988, 1992) în care a câștigat o medalie de argint.